# Wellington Rato
Wellington Rato, właśc. Wellington Soares da Silva (ur. 18 czerwca 1992 w Japeri) – brazylijski piłkarz występujący na pozycji skrzydłowego lub ofensywnego pomocnika, od 2023 roku zawodnik São Paulo.